# Mission Bend
Mission Bend – jednostka osadnicza w Stanach Zjednoczonych, w stanie Teksas, w hrabstwie Fort Bend.